# Stanično disanje
Stanično disanje skup je metaboličkih reakcija i procesa koji se odvijaju u stanici, a služe za oslobađanje energije koja se kasnije ulaže u proizvodnju adenozin trifosfata.
Pojednostavljena kemijska formula: C6H12O6 (aq) + 6O2 (g) → 6CO2 (g) + 6H2O(l) 
Kada glukoza uđe u stanicu, odvija se proces glikolize kojim od jedne molekule glukoze nastaju 2 molekule pirogrožđane kiseline i 2 molekule adenozin trifosfata. Ako u stanici nema dovoljno kisika, u citoplazmi započinje anaeroban metabolički proces fermentacije ili alkoholnog vrenja. Tim procesom iz 2 molekule pirogrožđne kiseline nastaju 2 molekule alkohola i 2 molekule ugljičnog dioksida. Takvim anaerobnim procesom stanica ne dobiva energiju, već obnavlja H+ prijenosnike za nove reakcije glikolize.
Ako u stanici postoji dovoljna količina kisika, odvija se aeroban metaboličnki proces pri kojem pirogrožđana kiselina ulazi u mitohondrij stanice i spaja se s koenzimom A. Nastaje acetil koenzim A koji ulazi u proces Krebsovog ciklusa. Krebsov ciklus odvija se u matriksu mitohondrija te u njega ulaze još voda, adenozin difosfat i prijenosnici elektrona NAD+ i FAD. U Krebsovom ciklusu acetil CoA razgrađuje se do CO2 te se oslobađa koenzim A koji se potom vraća u proces. Razgradnjom acetil koenzima A oslobađa se energija koja se veže za adenozin difosfat te nastaju dvije nove molekule adenozin trifosfata. Nastali vodikovi ioni vežu se za prijenosnike.
Prijenosnici zajedno s adenozin difosfatom i kisikom ulaze u dišni lanac ili procese oksidativne fosforilacije. Dišni se lanac odvija na unutarnjoj membrani mitohondrija gdje povećana količina vodikovih iona uzrokuje stvaranje protonskog gradijenta zbog kojeg se vodikovi ioni izbacuju preko membrane. Isti ioni vraćaju se kroz membranu gdje se nalaze ATP sintaze. Povratak iona oslobađa energiju koja se pohranjuje u obliku kemijske veze ATP-a.
Energetski rezultat dišnog lanca ukupno je 34 molekule adenozin trifosfata. Staničnim disanjem, stoga uz glikolizu i Krebsov ciklus nastaje ukupno 38 molekula adenozin trifosfata, ali se i potroše 2 molekule ATP-a u Krebsovom ciklusu te u stanici nastaje 36 upotrebljivih molekula ATP-a.